# Xanthorhoe stinaria
Xanthorhoe stinaria är en fjärilsart som beskrevs av Achille Guenée 1868. Xanthorhoe stinaria ingår i släktet Xanthorhoe och familjen mätare. Inga underarter finns listade i Catalogue of Life.